# Softbol
Sóftbol (angleško softball) je ekipni šport. Najbolj popularen je v Združenih državah Amerike, vendar ga poznajo tudi v drugih državah. Softbol je podobna igra kot bejzbol. Glavne razlike med softbolom in bejzbolom so predvsem v opremi pa tudi v pravilih. Softbolske žogice so večje kot pri bejzbolu, ena od razlik pa je tudi izmet žogice (pri bejzbolu je to nad roko, pri softbolu pa pod). Začetnik tega športa je bil George Hanckock v Chicagu, Illinois. Za prvo odigrano tekmo so namesto žogice uporabili zvito boksarsko rokavico, za kij pa ročaj metle.

## Oprema
Potrebna oprema pri softbolu je žogica, rokavica, kij, dres in zaščitna oprema. Zaščitno opremo predstavljajo čelade pri ekipi v napadu ter ščitniki za noge in prsa pri catcherju (lovilcu).

### Žogica
Kljub poimenovanju tega športa (soft-mehek) žogice niso posebno mehke. Velikost žogice niha glede na način igre. V mednarodnih pravilih igre je pri fastpitchu dovoljen obseg žogice 30.5±0.3 cm, teža pa je med 178 g in 198.4 g, pri slowpitchu pa je obseg 29.7±0.3 cm in teža med 166.5 g in 173.6 g. Žogica je po navadi narejena iz rumenega ali belega usnja; dva kosa usnja, v obliki številke osem, sta sešita skupaj z rdečo nitjo. Jedro žogice je lahko narejeno iz dolgih vlaken kapoka, iz mešanice plute in gume ali pa iz drugih dovoljenih materialov (»Official Rules of Softball« Arhivirano 2007-02-18 na Wayback Machine.).

### Kij
Kij je lahko narejen iz kovine (po navadi aluminij), lesa ali pa iz mešanih materialov (ogljikova vlakna, itd.). Velikost kija je odvisna od posameznika. Pri fastpitchu leseni kiji niso dovoljeni.

### Rokavica
Vsi igralci v obrambi nosijo rokavico iz usnja ali podobnega materiala. Rokavica je narejena tako, da je med palcem in kazalcem žepek, kamor lovimo žogico. Igralec na prvi bazi in lovilec imata možnost uporabe prilagojene rokavice. Ta rokavica se od navadne razlikuje po tem, da vsak prst ni posebej ločen in da je dodatno oblazinjena. Rokavice, ki se uporabljajo za softbol, so po navadi večje od tistih za bejzbol.